# Mitsamiouli
Mitsamiouli este un oraș în Comore, în  insula autonomă Grande Comore. În 2012 avea o populație de 7235, iar la recensământul din 1991 avea 4260 locuitori.